# Gaetano De Lai

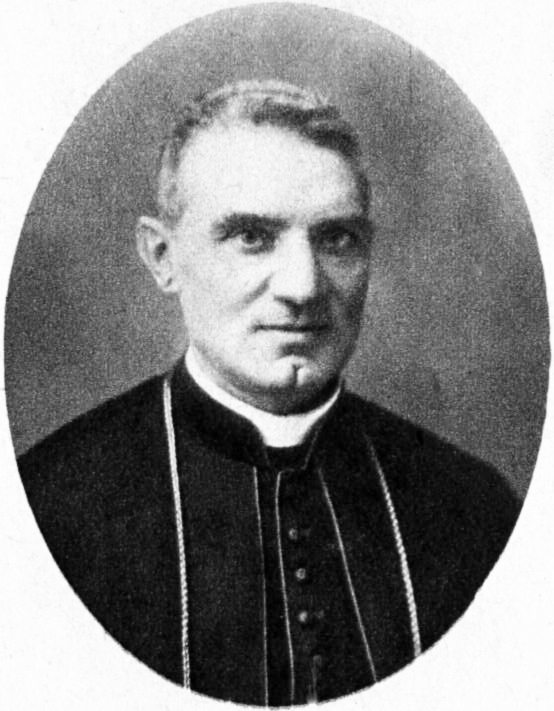
Gaetano Kardinal De Lai

Gaetano Kardinal De Lai (* 26. Juli 1853 in Malo bei Vicenza; † 24. Oktober 1928 in Rom) war ein Kurienkardinal der katholischen Kirche.

## Leben
Gaetano De Lai war als das zweite Kind von Antonio De Lai und Maria Silvagni. Er studierte von 1867 bis 1870 am Priesterseminar von Vicenza und von 1870 bis 1876 am Päpstlichen Römischen Seminar San Apollinare in Rom, seine Studien schloss er mit einem Doktor der Philosophie und einem Doctor iuris utriusque ab.
Am 16. April 1876 empfing er durch Kardinalvikar Patrizi Naro, Bischof von Ostia und Velletri, die Priesterweihe für das Bistum Vicenza.
Man berief ihn an die Römische Kurie, wo er am 25. Juni 1903 das Amt des Pro-Sekretärs und am 11. November 1903 das Amt des Sekretärs der Kongregation für die Interpretation des Konzils von Trient übernahm (aufgegangen im heutigen Dikasterium für den Klerus).
Papst Pius X. ernannte Gaetano De Lai im Jahre 1907 zum Kardinaldiakon von San Nicola in Carcere, 1908 zum Sekretär der Konsistorialkongregation (heute Dikasterium für die Bischöfe). Am 27. November 1911 wurde De Lai zum Kardinalbischof von Sabina erhoben und empfing am 17. Dezember des Jahres die Bischofsweihe durch den Papst persönlich, Mitkonsekratoren waren Erzbischof Agostino Silj und Bischof Agostino Zampini OSA.
De Lai nahm am Konklave von 1914 teil, das Papst Benedikt XV. erwählte, ebenso am Konklave von 1922, bei dem Papst Pius XI. gewählt wurde. Ab 1919 war er Subdekan des Kardinalskollegiums. Am 7. August 1924 wurde er Apostolischer Administrator des Bistums Poggio Mirteto. Als Papst Pius XI. am 3. Juni 1925 beide Bistümer zum Bistum Sabina e Poggio Mirteto vereinigte wurde De Lai Kardinalbischof des vereinten Bistums.
Er starb 1928 nach langer Krankheit in Rom und wurde dort auf dem Friedhof Campo Verano beigesetzt. Im folgenden Jahr wurden seine sterblichen Überreste in seinen Heimatort Malo überführt und dort bestattet.

## Wirkung
Der Kardinal gilt als einer der kurialen Träger der kirchlichen Politik unter Papst Pius X. Die „Zeitschrift für Politik“, Band 25, 1935, herausgegeben von der Hochschule für Politik München, bezeichnet Gaetano De Lai als: „unstreitig bedeutendste Persönlichkeit des Kardinalkollegiums unter Pius X.“
Der protestantische Theologe Kurt Nowak nennt Gaetano De Lai 2001 in seinem Buch über Adolf von Harnack: „das Haupt der antimodernistischen und intransigenten Richtung“. Émile Poulat sieht in Gaetano De Lai den „wahrhaft starken Mann“ des Pontifikats Pius’ X.

## Auszeichnungen
- Großkreuz des St. Stephans-Ordens (1914)